# Noceda (Allande)
Noceda es un lugar perteneciente a la parroquia de Besullo, en el concejo de Allande, comarca del Narcea, Principado de Asturias, España.